# Checkmate!
Checkmate! – kompilacja japońskiej piosenkarki Namie Amuro. Została wydana 27 kwietnia 2011 r., w wersji CD i CD+DVD. Album zawiera piosenki Namie, które nagrała z innymi muzykami w latach 2003-2011, a także cztery nowe utwory stworzone we współpracy z innymi artystami.
Album miał zostać pierwotnie wydany 23 marca 2011 r., jednak ukazał się około miesiąc później z powodu trzęsienia ziemi i tsunami w 2011 roku.

## Lista utworów
CD
| 1.  | Wonder Woman (Namie Amuro feat. AI & Anna Tsuchiya)          | 3:10  |
|     |                                                              |       |
| 2.  | UNUSUAL (Namie Amuro feat. Tomohisa Yamashita)               | 4:28  |
|     |                                                              |       |
| 3.  | make it happen (Namie Amuro feat. After School)              | 3:17  |
|     |                                                              |       |
| 4.  | ROCK U feat. Namie Amuro, (ravex)                            | 4:13  |
|     |                                                              |       |
| 5.  | Do What U Gotta Do feat. AI, Namie Amuro & Mummy-D, (ZEEBRA) | 5:04  |
|     |                                                              |       |
| 6.  | Wet'N Wild feat. SUITE CHIC (Heartsdales)                    | 4:49  |
|     |                                                              |       |
| 7.  | Do or Die feat. Namie Amuro, (JHETT)                         | 4:07  |
|     |                                                              |       |
| 8.  | FAKE feat. Namie Amuro, (AI)                                 | 4:15  |
|     |                                                              |       |
| 9.  | ♯1 (Namie Amuro feat. Kawabata Kaname (CHEMISTRY))           | 3:24  |
|     |                                                              |       |
| 10. | BLACK OUT feat. Lil Wayne & Namie Amuro, (VERBAL)            | 3:43  |
|     |                                                              |       |
| 11. | BLACK DIAMOND (DOUBLE (piosenkarka) & Namie Amuro)           | 4:03  |
|     |                                                              |       |
| 12. | Luvotomy(m-flo ❤ Namie Amuro)                                | 5:16  |
|     |                                                              |       |
| 13. | AFTER PARTY feat. Namie Amuro, (ZEEBRA)                      | 5:06  |
|     |                                                              |       |
| 14. | WANT ME, WANT ME」(Namie Amuro feat. VERBAL)                 | 3:09  |
|     |                                                              |       |
|     |                                                              | 58:04 |
|     |                                                              |       |
DVD
| 1. | Wonder Woman (Namie Amuro feat. AI & Anna Tsuchiya) (Teledysk)          |  |
|    |                                                                         |  |
| 2. | UNUSUAL (Namie Amuro feat. Tomohisa Yamashita) (Teledysk)               |  |
|    |                                                                         |  |
| 3. | make it happen (Namie Amuro feat. After School) (Teledysk)              |  |
|    |                                                                         |  |
| 4. | ♯1 (Namie Amuro feat. 川畑要(CHEMISTRY)) (Teledysk)                     |  |
|    |                                                                         |  |
| 5. | FAKE feat. Namie Amuro, (AI) (Teledysk)                                 |  |
|    |                                                                         |  |
| 6. | BLACK DIAMOND (DOUBLE & Namie Amuro) (Teledysk)                         |  |
|    |                                                                         |  |
| 7. | Do What U Gotta Do feat. AI, Namie Amuro & Mummy-D, (ZEEBRA) (Teledysk) |  |
|    |                                                                         |  |

## Oricon
| Diagram                                                    | Pozycja |
| ---------------------------------------------------------- | ------- |
| Dzienny diagram Oricon (w pierwszym dniu sprzedaży)        | #1      |
| Tygodniowy diagram Oricon (w pierwszym tygodniu sprzedaży) | #1      |
| Miesięczny diagram Oricon (w pierwszym miesiącu sprzedaży) | #1      |
| Roczny diagram Oricon                                      | #6      |

### Pozycje w rankingach
Album "CHECKMATE!" zdobył pierwsze miejsce w cotygodniowym rankingu Oriconu. Sprzedano 484 336 egzemplarzy w 2011 roku; Checkmate był szóstym najpopularniejszym albumem roku.